# Aïn Kebira
Aïn Kebira (em árabe: العين الكبيرة) é uma cidade e comuna localizada na província de Tremecém, no noroeste da Argélia. Em 2008, sua população era de 3 665 habitantes.